# Çivril (district)
Çivril is een Turks district in de provincie Denizli en telt 61.301 inwoners (2007). Het district heeft een oppervlakte van 1.478,45 km².
De bevolkingsontwikkeling van het district is weergegeven in onderstaande tabel.
| 1997   | 2000   | 2007   |
| ------ | ------ | ------ |
| 62.190 | 62.708 | 61.301 |